# Diatessaron
Diatessaron (grekiska:  διὰ τεσσάρων, "genom de fyra") var från början en grekisk musikterm men blev även använt som beteckning på den evangelieharmoni som Tatianus sammanställde runt år 170 e.Kr., på syriska. Diatessaron användes tillsammans med Apostlagärningarna, tolv brev av Paulus, Hebreerbrevet och ett tredje brev till Korinthierna i den Syriska kyrkan till 400-talet, då Peshitta färdigställdes.